# Chrysomelechthrus
Chrysomelechthrus is een geslacht van vliesvleugeligen uit de familie Encyrtidae. De wetenschappelijke naam van dit geslacht is voor het eerst geldig gepubliceerd in 1977 door Trjapitzin.

## Soorten
Het geslacht Chrysomelechthrus is monotypisch en omvat slechts de volgende soort:
- Chrysomelechthrus descampsi (Risbec, 1955)